# Amaranthe
Amaranthe ([ˈæməɹænθ] ) ist eine 2008 gegründete schwedisch-dänische Metal-Band.

## Geschichte

### Gründung und Debütalbum (2008–2012)
Amaranthe wurde 2008 von Jake E. Lundberg und Olof Mörck als Avalanche gegründet. Kurz darauf schlossen sich ihnen Elize Ryd, Andy Solveström und Morten Løwe Sørensen an. Im gleichen Jahr veröffentlichte die Band mit Johan Andreassen neu am E-Bass ihre erste Demo Leave Everything Behind, musste sich allerdings 2009 aufgrund von Urheberrechtsansprüchen in Amaranthe umbenennen.
Das Debütalbum Amaranthe erschien 2011 über Spinefarm Records, einem Tochterunternehmen der Universal Music Group. Im Herbst unterstützten Amaranthe Hammerfall auf ihrer Europa-Tour. Anschließend wurde eine Festival-Tour für 2012 bekanntgegeben, der unter anderem ein Auftritt auf dem Wacken Open Air angehörte.

### The NexusundMassive Addictive(seit 2012)

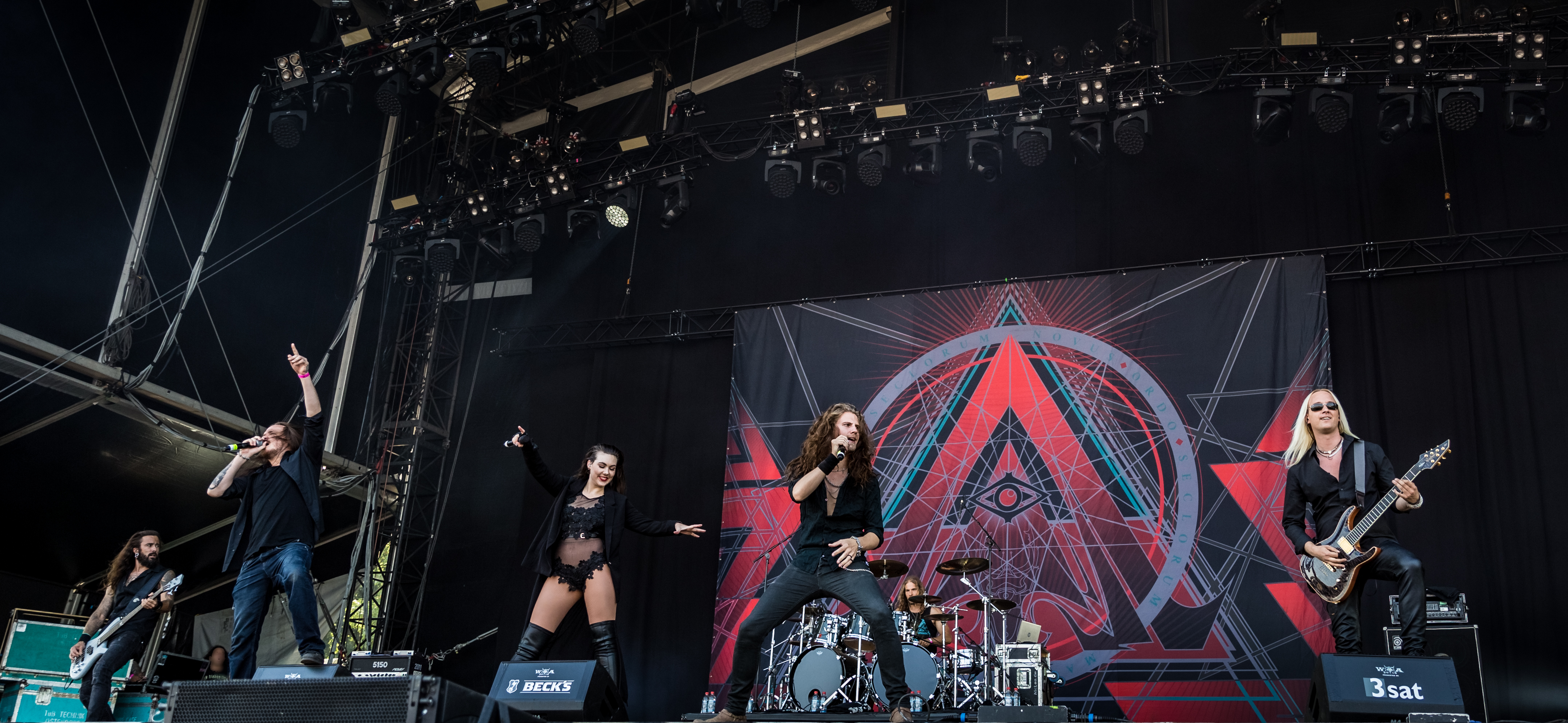
Amaranthe live bei Wacken Open Air 2018

2012 arbeiteten Amaranthe zusammen mit dem Produzenten Jacob Hansen in den Hansen Studios in Ribe an ihrem zweiten Studioalbum The Nexus, das in Deutschland am 22. März 2013 erschien. Das Video zur gleichnamigen Single wurde am 25. Januar veröffentlicht. Zudem wurde eine Europa-Tour im März und April 2013 zusammen mit Stratovarius als Co-Headliner angekündigt.
Am 18. Oktober 2013 wurde bekanntgegeben, dass Andy Solveström Amaranthe aus persönlichen Gründen verlassen hat. Als neuer Sänger wurde das bisherige Live-Mitglied Henrik Englund aufgenommen.
Im Frühjahr 2014 begann die Band mit den Aufnahmen zu ihrem dritten Studioalbum, Massive Addictive, welches in Deutschland am 17. Oktober 2014 veröffentlicht wurde. Die erste Single Drop Dead Cynical wurde am 9. September 2014 veröffentlicht.
Am 21. Oktober 2016 erschien das vierte Studioalbum Maximalism. Im November 2016 legte Jake E. Lundberg eine Pause von der Band ein. Anfang Februar 2017 verkündete er schließlich seinen endgültigen Ausstieg. Als Nachfolger wurde Nils Molin (Dynazty) vorgestellt. Im September 2018 wurde bekanntgegeben, dass Angela Gossow als Managerin der Band verpflichtet wurde. Kurz darauf folgte das fünfte Album Helix, auf dem Nils Molin sein Debüt bei Amaranthe gab.
Das sechste Studioalbum Manifest wurde am 2. Oktober 2020 veröffentlicht. Die Band wurde daraufhin für den renommierten schwedischen Musikpreis P3 Guld in der Kategorie „Hard Rock/Metal“ nominiert. Die Auszeichnung ging jedoch an die Band Lik.
Am 8. Juni 2022 gaben Amaranthe auf ihrer Facebook-Seite bekannt, dass Henrik Englund Wilhelmson und die Band von nun an getrennte Wege gehen würden. In einem kurzen Statement von Wilhelmson erläuterte er die Gründe für das Verlassen der Band. Nach zwei Jahren der Coronavirus-Pandemie habe sich etwas in ihm verändert. Er wolle von nun an etwas Wichtigeres machen und mehr Zeit mit seiner Familie und seinen Kindern verbringen. Außerdem habe er nicht mehr so viel Spaß daran, mit Amaranthe auf Tour zu sein, wie es noch ein paar Jahre zuvor gewesen war. Es fühle sich für ihn inzwischen nach etwas an, zu dem er sich zwingen müsse.
Im Juni 2023 trat Mikael Sehlin der Band bei, um fortan die gutturalen Gesangsparts zu übernehmen. Er ist bereits auf der am 27. Juni 2023 erschienen Single Damnation Flame zu hören und auch im dazugehörigen Musikvideo zu sehen.
Während ihres Auftrittes auf dem Wacken Open Air 2023 gaben Amaranthe bekannt, dass ihr neues Album den Titel The Catalyst tragen wird und am 23. Februar 2024 bei Nuclear Blast erscheinen soll.

## Stil
Der Musikstil von Amaranthe setzt sich aus vielen typischen Elementen unterschiedlicher Metalgenres zusammen, die mit Pop-ähnlichen Refrains kombiniert werden. Zum einen greift die Band auf Bestandteile des Melodic Death Metal zurück, wie den Wechsel zwischen gutturalem und klarem Gesang oder die Verbindung von harten Gitarrenriffs mit Keyboardmelodien bzw. Elementen aus der elektronischen Musik, zum anderen verwendet sie mit schnellem Tempo und hohem Gesang für den Power Metal übliche Komponenten. Ein weiteres Charakteristikum der Band sind die drei im Wechsel zu hörenden Sänger. Der Musikstil wurde verglichen mit einer Mischung aus In Flames, Freedom Call, Children of Bodom, Blood Stain Child und Roxette.

## Galerie

Amaranthe beim Rockharz Open Air 2018
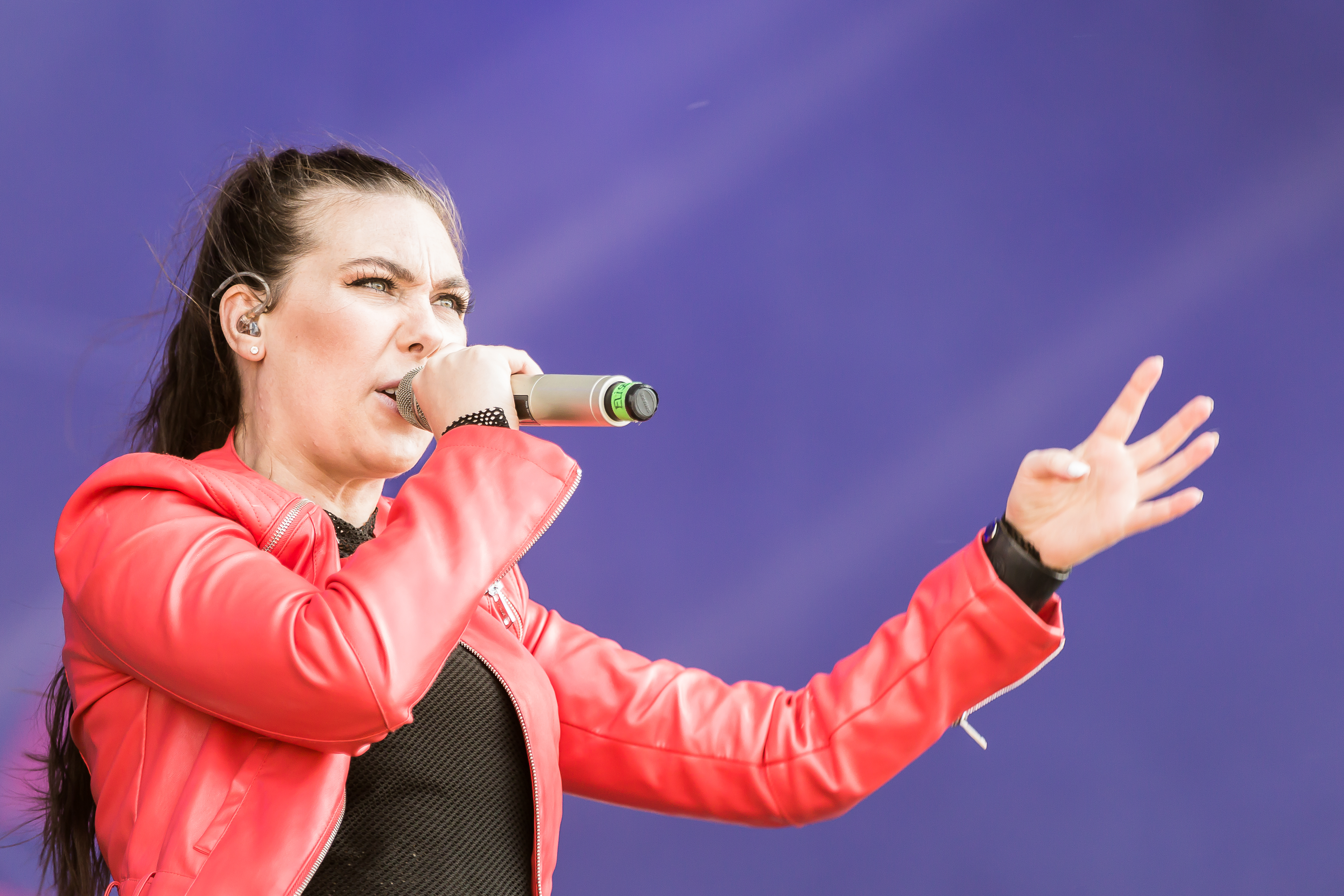
Sängerin Elize Ryd
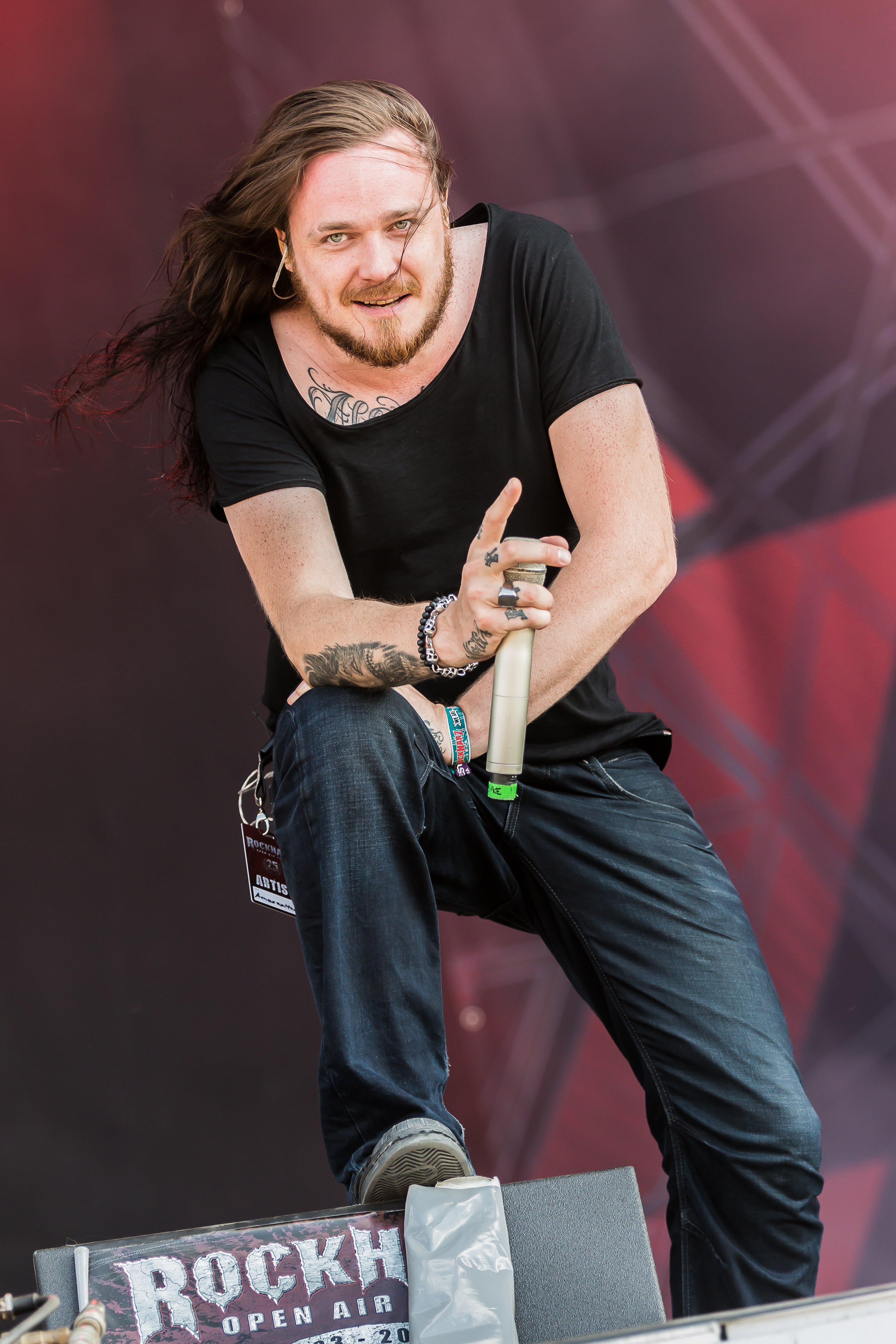
Sänger Henrik Englund Wilhelmsson
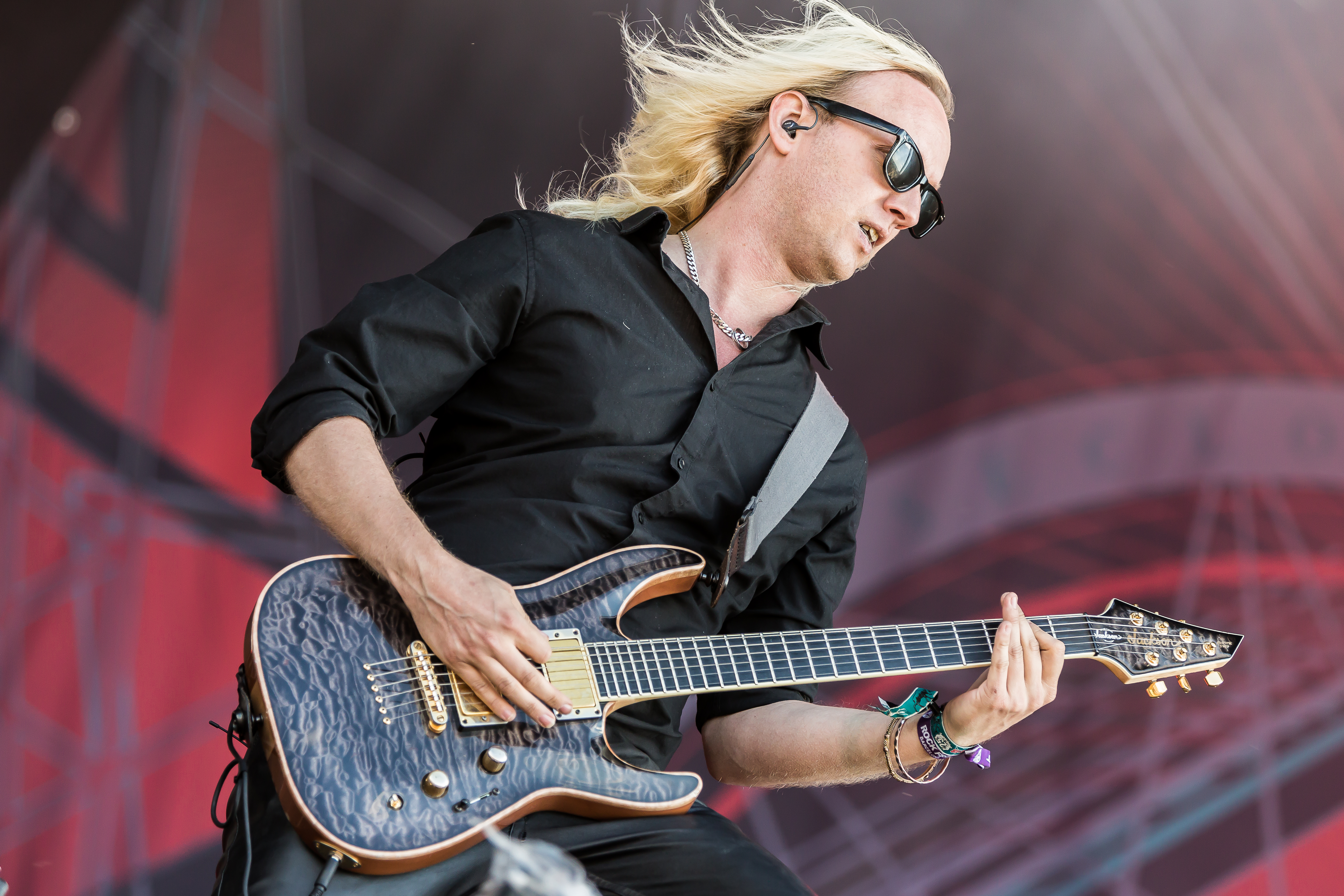
Gitarrist Olof Mörck
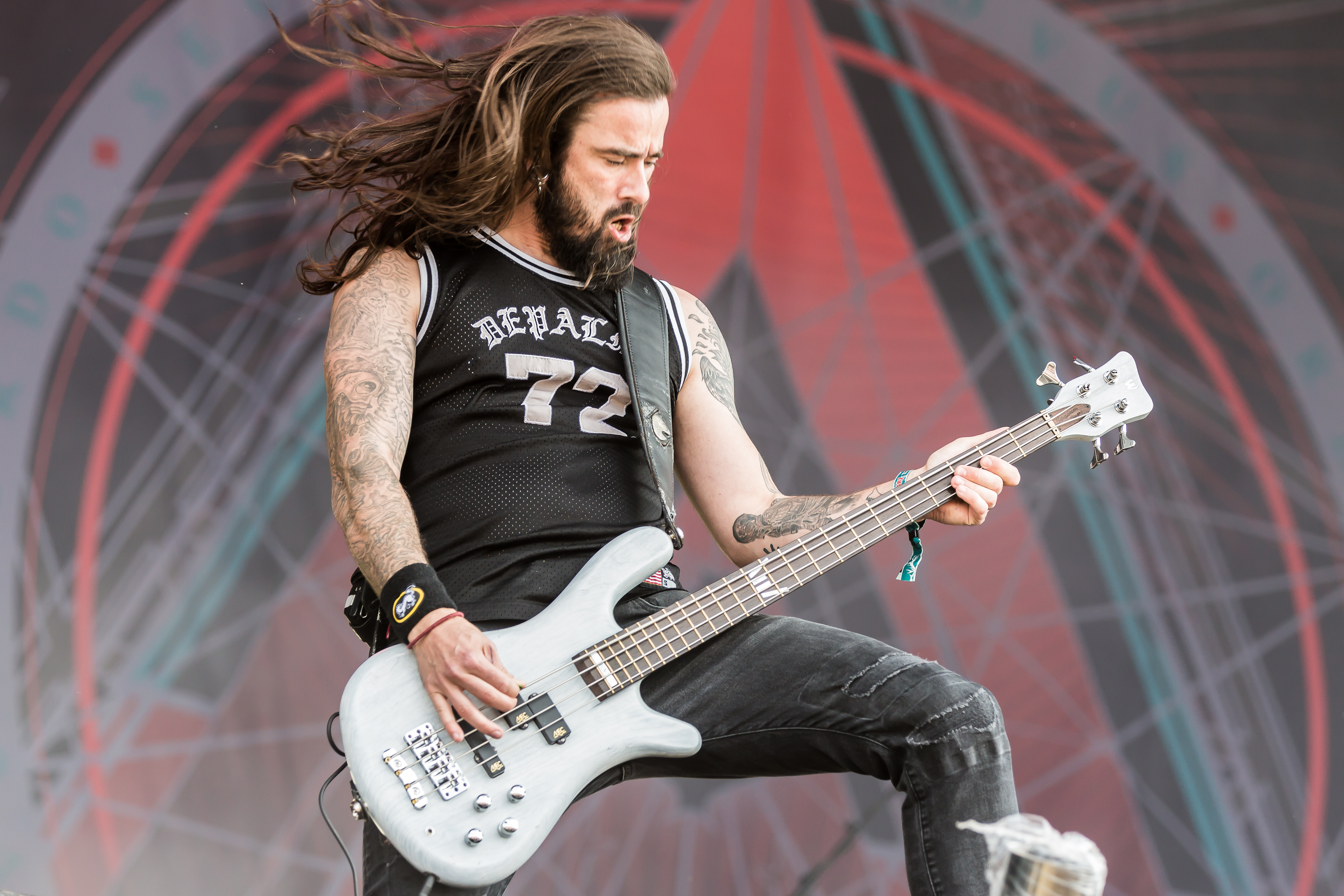
Bassist Johan Andreassen
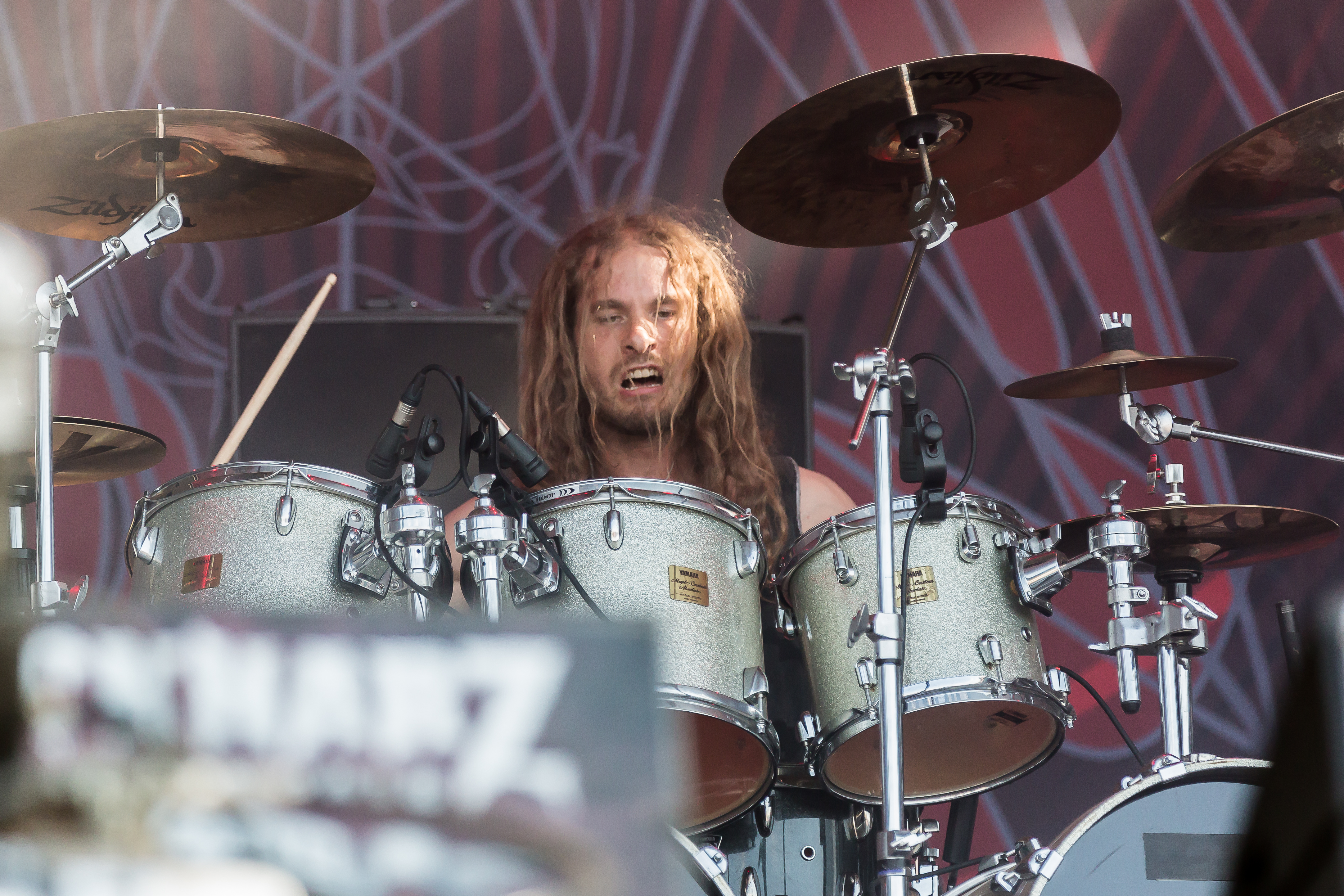
Schlagzeuger Morten Løwe Sørensen
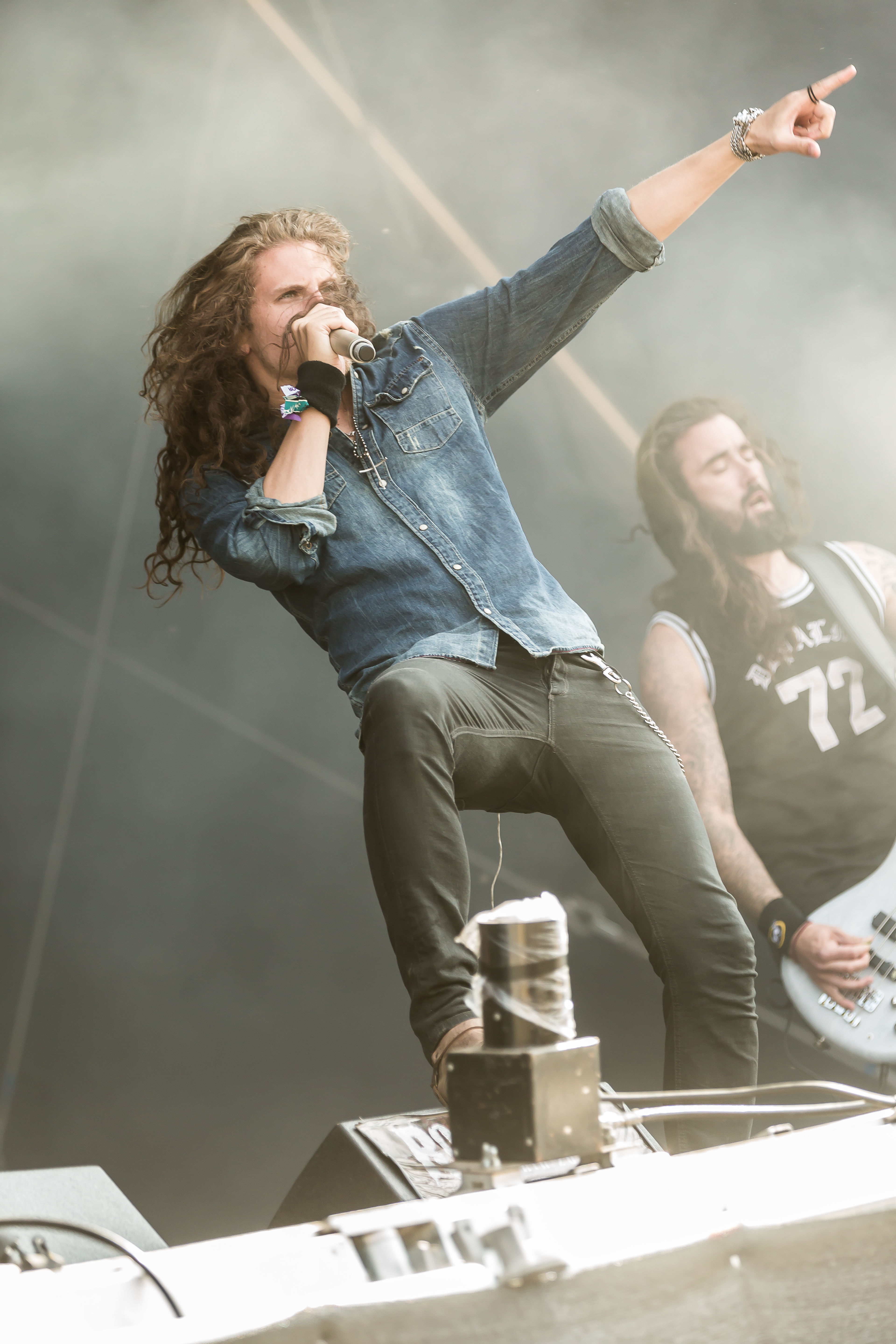
Sänger Nils Molin

## Diskografie

### Alben
| Jahr | Titel Musiklabel                    | Höchstplatzierung, Gesamtwochen, AuszeichnungChartplatzierungen (Jahr, Titel, Musiklabel, Platzierungen, Wochen, Auszeichnungen, Anmerkungen) | Höchstplatzierung, Gesamtwochen, AuszeichnungChartplatzierungen (Jahr, Titel, Musiklabel, Platzierungen, Wochen, Auszeichnungen, Anmerkungen) | Höchstplatzierung, Gesamtwochen, AuszeichnungChartplatzierungen (Jahr, Titel, Musiklabel, Platzierungen, Wochen, Auszeichnungen, Anmerkungen) | Höchstplatzierung, Gesamtwochen, AuszeichnungChartplatzierungen (Jahr, Titel, Musiklabel, Platzierungen, Wochen, Auszeichnungen, Anmerkungen) | Höchstplatzierung, Gesamtwochen, AuszeichnungChartplatzierungen (Jahr, Titel, Musiklabel, Platzierungen, Wochen, Auszeichnungen, Anmerkungen) | Anmerkungen                            |
| Jahr | Titel Musiklabel                    | DE | AT | CH | US | SE | Anmerkungen                            |
| ---- | ----------------------------------- | --- | --- | --- | --- | --- | -------------------------------------- |
| 2011 | Amaranthe Spinefarm Records         | — | — | — | — | SE35 Gold · (4 Wo.)SE | Erstveröffentlichung: 13. April 2011   |
| 2013 | The Nexus Spinefarm Records         | — | — | CH90 (1 Wo.)CH | — | SE6 (7 Wo.)SE | Erstveröffentlichung: 20. März 2013    |
| 2014 | Massive Addictive Spinefarm Records | DE89 (1 Wo.)DE | — | CH53 (1 Wo.)CH | US105 (1 Wo.)US | SE18 (2 Wo.)SE | Erstveröffentlichung: 17. Oktober 2014 |
| 2016 | Maximalism Spinefarm Records        | DE84 (1 Wo.)DE | — | CH44 (1 Wo.)CH | US169 (1 Wo.)US | SE4 (2 Wo.)SE | Erstveröffentlichung: 21. Oktober 2016 |
| 2018 | Helix Spinefarm Records             | DE29 (1 Wo.)DE | AT47 (1 Wo.)AT | CH21 (1 Wo.)CH | — | SE19 (1 Wo.)SE | Erstveröffentlichung: 19. Oktober 2018 |
| 2020 | Manifest Nuclear Blast              | DE12 (2 Wo.)DE | AT17 (1 Wo.)AT | CH14 (3 Wo.)CH | — | SE23 (1 Wo.)SE | Erstveröffentlichung: 2. Oktober 2020  |
| 2024 | The Catalyst Nuclear Blast          | DE3 (1 Wo.)DE | AT9 (1 Wo.)AT | CH6 (1 Wo.)CH | — | — | Erstveröffentlichung: 23. Februar 2024 |

### Singles
- 2011: Hunger
- 2011: Rain
- 2011: Amaranthine
- 2012: 1.000.000 Lightyears
- 2013: The Nexus
- 2013: Burn with Me
- 2013: Invincible
- 2014: Drop Dead Cynical
- 2014: Trinity
- 2015: Digital World
- 2016: That Song
- 2016: Fury
- 2018: 365
- 2018: Countdown
- 2018: Inferno
- 2020: 82nd All the Way (Original: Sabaton)
- 2020: Do or Die
- 2020: Viral
- 2020: Strong (feat. Noora Louhimo)
- 2020: Archangel
- 2020: Fearless
- 2022: Find Life
- 2023: Damnation Flame
- 2020: Boom!1
- 2021: PvP

### Demos
- 2008: Leave Everything Behind

### Musikvideos
- 2011: Hunger
- 2011: Amaranthine
- 2012: 1.000.000 Lightyears
- 2013: The Nexus
- 2013: Burn with Me
- 2013: Invincible
- 2014: Drop Dead Cynical
- 2015: Trinity
- 2015: Digital World
- 2015: True
- 2016: That Song
- 2017: Boomerang
- 2017: Maximize
- 2018: 365
- 2018: Countdown
- 2018: GG6
- 2018: Helix
- 2018: Army of the Night (Original: Powerwolf)
- 2020: 82nd all the Way (Original: Sabaton)
- 2020: Do or Die
- 2020: Viral
- 2020: Strong
- 2020: Archangel
- 2020: Fearless
- 2020: Boom!1
- 2022: Find Life
- 2023: Damnation Flame
- 2021: PVP
- 2022: Crystalline